# Praça da Pérola

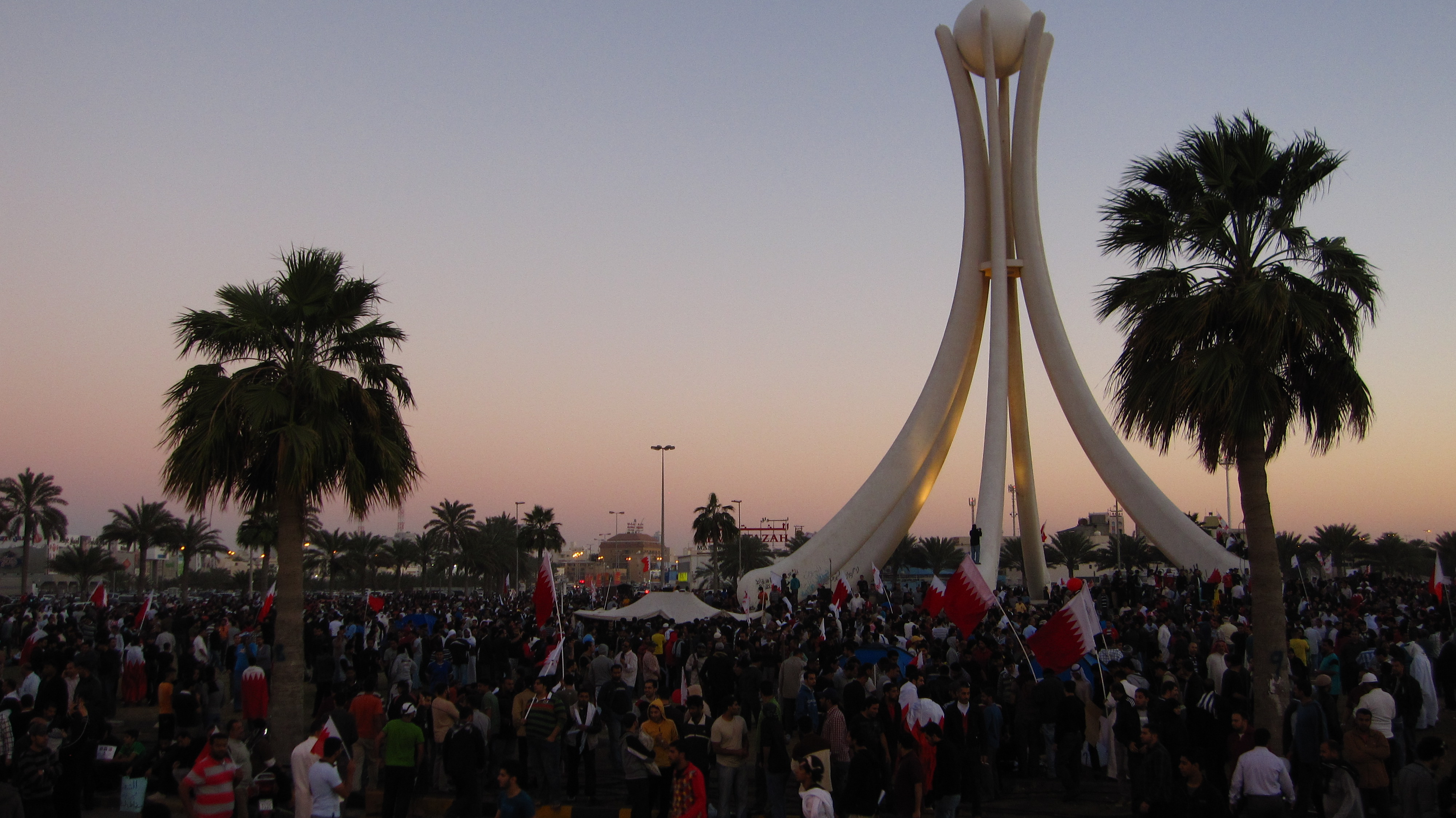
Praça da Pérola. O monumento, que foi ponto de encontro dos dissidentes na Primavera Árabe, já não existe: foi arrasado pelo Governo do Barém‎ na manhã de 18 de março de 2011

Praça da Pérola é uma praça localizada em Manama, no Barém‎. Em 2011, na chamada Primavera Árabe,  nela ocorreram manifestações para trocar o atual sistema monárquico pelo parlamentarismo, e por mais liberdades democráticas.  A maioria xiita do país também alega  discriminação por parte da dinastia sunita que os governa.
No centro da praça encontrava-se o monumento que lhe  dava o nome, e que tinha sido erigido em 1980. As seis colunas que suportavam a "pérola" central simbolizavam cada um dos seis países - Arábia Saudita, Barém, Catar‎, Cuaite, Emirados Árabes Unidos e Omã - membros do Conselho de Cooperação do Golfo (GCC).